# Рекітень (комуна)
Рекітень, Рекітені (рум. Răchiteni) — комуна у повіті Ясси в Румунії. До складу комуни входять такі села (дані про населення за 2002 рік):
- Ізвоареле (1458 осіб)
- Рекітень (1682 особи)
- Урсерешть (180 осіб)

Комуна розташована на відстані 297 км на північ від Бухареста, 52 км на захід від Ясс.

## Населення
У 2009 року у комуні проживали 3437 осіб.